# Mojád
Mojád település Romániában, Szilágy megyében.

## Fekvése
Szilágy megyében, Sarmaságtól délnyugatra, Sarmaság és Krasznahídvég között fekvő település.

## Története
Mojád neve már 1205-1235 között említve volt a Váradi regestrumban egy perrel kapcsolatban. Nevét akkor Moiota néven írták. 1246-ban Mayad, 1321-ben Mayod, 1459-ben Majod néven volt említve.
A település az 1200-as években a Gutkeled nemzetség tagjainak birtoka volt. 1246-ban  a fehérvári káptalan levele szerint a Gutkeled nemzetségből származó Miklós fia Pál Mojád birtok kiváltására az ugyancsak a Gutkeledekhez tartozó István nádortól és somogyi ispántól kölcsönzött 100 márkát, azonban azt visszafizetni nem tudta, ezért Szilágy (Scylag) nevű birtokának felét átengedte István nádornak. 1427-ben a Majádi család birtoka volt. Ekkor Ilosvai György Mayadi László birtokát a Kusalyi Jakcs család tagjainak adta zálogba. 1461-ben Ilosvai István deák, Majádi Lászlkó, s Lelei Kapllyon Miklós birtokának írták. A Pragmatica sanctio alkalmával már csak mint Sarmasághoz tartozó puszta szerepelt az összeírásban. Petri Mór szerint valószínűleg az ekkortájt lezajlott "pórlázadás" tette rommá a falut. 
A parasztlázadás alkalmával a Majádiak is elvesztették birtokaikat, köztük Mojádot is, melyet 1526-ban II. Lajos királytól új adományként nyertek. 1512-ben Ilosvai Miklós elzálogosította itteni részbirtokát tartozékaival együtt Sarmasági Jánosnak. 1570-ben Sarmasági János után maradt örökségen gyermekei: Sarmasági Anna Gyerőmonostori Kemény Jánosné és fiútestvére. 1600-as évek közepén és az 1700-as évek elején Gyerőmonostori Kemény Jánosnak és örököseinek volt itt nagyobb birtoka, de birtoka volt még itt a Gencsi, Guti és a Dobai Banga családoknak is. 1724-ben Gencsi Györgyné Banga Erzsébetnek is volt itt birtoka. 1741-ben a Gencsi és a Guthy családoké volt.